# نوتشيرا إنفريوري
نوتشيرا إنفريوري مدينة جنوب إيطاليا في إقليم كامبانيا وتابعة لمقاطعة ساليرنو، تبعد عن مدينة نابولي 20 كم إلى الجنوب الشرقي عدد سكانها 47.932 نسمة.

## السكان
في سنة 1861 بلغ عدد السكان 14٬121 نسمة، وتطور العدد ليصل في سنة 2011 لـ 46٬563 نسمة.
يظهر هذا المخطط البياني تطور النمو السكاني لـ نوتشيرا إنفريوري

## أعلام
- فرانسيسكو ألفانو
- رافاييل دي مارتينو
- غياماريو بيسكيتيلا
- مينو رايولا
- سيموني باروني